# Brian Ray
Brian Thomas Ray est un musicien américain, né le 4 janvier 1955.
Il est le guitariste et le bassiste de Paul McCartney (quand ce dernier est au piano ou à la guitare) en concert, depuis le début des années 2000, figurant ainsi sur tous les albums Live et DVD de l'ancien Beatle publiés depuis lors. Brian Ray a également accompagné Johnny Hallyday sur scène de 1998 à 2000, puis régulièrement en studios. Il a été guitariste pour Mylène Farmer et aussi pour Etta James, Willy DeVille, Shakira...

## Discographie

### albums solo
- 2005 : Mondo Magneto
- 2010 : This Way Up

### Collaborations sur albums et en tournée (sélectives)
- 1978 : Etta James - Deep in the Night
- 1992 : Willy DeVille - Backstreets of Desire
- 1994 : Etta James - Hard to Handle (Live from San Francisco)
- 1995 : Willy DeVille - Loup Garou
- 1996 : Mylène Farmer - Tour 1996 (Tournée)
- 1997 : Mylène Farmer - Live à Bercy exploitation live Tour 1996
- 1998 : Johnny Hallyday - Stade de France 98 Johnny allume le feu
- 2000 : Mylène Farmer - Mylenium Tour (Tournée)
- 2000 : Johnny Hallyday - 100 % Johnny : Live à la tour Eiffel
- 2000 : Johnny Hallyday - Olympia 2000
- 2001 : Shakira - Laundry Service
- 2002 : Paul McCartney - Back in the U.S.
- 2003 : Paul McCartney - Back in the World
- 2005 : Paul McCartney - Chaos and Creation in the Backyard
- 2007 : Paul McCartney - Memory Almost Full
- 2007 : Johnny Hallyday - Le Cœur d'un homme
- 2008 : Johnny Hallyday - Ça ne finira jamais
- 2009 : Paul McCartney - Good Evening New York City
- 2012 :  Johnny Hallyday - L'attente
- 2013 : Paul McCartney - New
- 2013 / 2015 : Paul McCartney - Out There (Tournée)
- 2014 : Johnny Hallyday - Rester vivant
- 2016 :  Paul McCartney - One on One (Tournée)
- 2018 :  Paul McCartney - Egypt Station
- 2018 / 2019 : Paul McCartney - Freshen Up (Tournée)

## Liens
- Site Officiel de Brian Ray